# بورزووایا زایمکا
بورزووایا زایمکا (به لاتین: Borzovaya Zaimka) یک منطقهٔ مسکونی در روسیه است که در بارنائول واقع شده‌است.